# Ana Sahidulla
Nur-Ana "Lady Ann" Sahidulla y Indanan (Indanan, 21 de septiembre de 1959) es una política y cantante filipina, fue representante del segundo distrito del congreso de La Región Autónoma del Mindanao Musulmán entre 2010 y 2013. Además ella fue una aliada muy cercana de Abdusakur Mahail Tan, también un político filipino.

## Biografía
Ana o Lady Ann, nació el 21 de septiembre de 1959 en Pasil, Indanan, hija de Sitti Rashidam Indanan y Omar Suhaili. Estudió la escuela primaria en Reohondo y después en varias Universidades de Zamboanga. Se graduó con una Licenciatura en Ciencias de Comercio en 1980. También obtuvo una Licenciatura en Comunicación Social en 1988, en una Universidad Estatal de Mindanao Occidental, de la ciudad de Zamboanga.
Actualmente está casada con Abdulwahid O. Sahdulla, quien fue alcalde de Banguingui y es hermana de Delna Indanan-Hassan, quien se casó con el asambleísta Alhabsi Hassan.
Tiene cuatro hijos:
• Nurwiza "Twinkle" Sahidulla-Tulawie (casado con Muammar Tulawie)
• Abdelwasey "Nike" Indanan Sahidulla (casado con Rania A. Sahidulla)
• Mohammad Wajid "Jhed" Indanan Sahidulla (casado con Natashia H. Sahidulla)
• Nurwina Christine "Winnie" Indanan Sahidulla. [1]
Aparte de la política, también se dedicó a la música por algún tiempo. Incluso escribió y compuso una canción titulada "profesional".

## Carrera política
Ana Sahidulla fue alcaldesa de Banguingui Sulu por dos períodos consecutivos (1998-2001 y 2001-2004), y luego fue vice-goberndora de Sulu también por dos periodos (2004-2007 y 2007-2010). En 2010 renunció un partido político encabezado por Benjamín Loong, quien era congresista del Segundo Distrito de Sulu.
Ana o Lady Ann, tuvo una reputación como defensora de la paz y la justicia. En 1995 estableció un Fundación llamada ANAC Ilo, desde 2004 ella ha sido presidenta de la Cruz Roja de Filipinas en Sulu.